# Ángel Salas Larrazábal
Ángel Salas Larrazábal (Urduña, Biscaia, 1 d'octubre de 1906 – Madrid, Espanya, 19 de juliol de 1994) va ser un aviador militar espanyol.
As de l'aviació espanyola amb brillant full de serveis (618 serveis, 49 combats en l'aire amb 1215 hores de vol), va ser abatut quatre vegades i va rebre en l'avió 117 impactes, amb disset victòries aconseguides en la Guerra Civil espanyola i set en la Segona Guerra Mundial amb l'«Esquadrilla Blava», integrada en l'exèrcit alemany.

## Biografia
Número u de la segona promoció d'Aviació (1928–1929), ascendeix a capità al febrer de 1936. L'aixecament militar de juliol de 1936 l'agafa a Getafe (Madrid), passant a zona nacional el dia 19 a Pamplona, on la seva primera missió, el mateix dia 19, va ser realitzar per via aèria l'enllaç entre Mola a Pamplona, Franco a Tetuan i Queipo de Llano en Sevilla.
El 22 de juliol de 1936 va participar en el bombardeig d'Otxandio, el primer bombardeig de la Guerra Civil Espanyola, en el qual van ser massacrades 61 persones, la majoria dones i nens.
Successivament va volar en els avions De Havilland Dragon, Fokker 12, Nieuport-52, Fiat Cr-32, PSW-10 i He-51, i en abril de 1937 torna als Fiat CR-32.
És successor de Morato en el comandament del Grup 2G3 (setembre de 1937) i en el de l'Esquadra de Caça (abril de 1939), on és habilitat a l'ocupació de comandant. Sempre roman en primera línia. Les seves mitjanes d'activitat, vint serveis per mes i més de quaranta hores per més actiu, trenta en total, no van ser aconseguits per cap altre pilot.
En la postguerra continua com a cap de l'Esquadra de Caça (després Regiment 21), fins que al juliol de 1941 és enviat a Rússia, en suport de les forces de l'Alemanya nazi, com a cap de la Primera Esquadrilla Expedicionària (Esquadrilla blava), amb la qual derroca en sis mesos set avions.
Després ocupa la destinació d'agregat aeri a Berlín i més tard, en els anys 50, a Lisboa.
Va fer el curs de reactors als cinquanta anys i és nomenat cap de les Forces Aèries de Defensa. Va estar després a càrrec de la zona aèria de Canàries i de l'Escola d'Alts Estudis Militars, acabant la seva vida militar activa el 1972 com a cap del Comandament de l'Aviació Tàctica (MATAC) i del Comandament Aeri de l'Estret.
Va ser posseïdor de la Medalla Militar, la Medalla Aèria, la Creu d'Or Alemanya i la Creu de Ferro de 1a i 2a classe.
El 1991, va ser nomenat capità general de l'Exèrcit de l'Aire, a títol honorífic, en atenció a «els mèrits personals excepcionals» que concorrien en la seva persona.
Va ser membre del Consell del Regne en representació de les Forces Armades (1974–1976), membre del Consell de Regència que va assumir durant dos dies la prefectura de l'Estat, encarregat de la transmissió de poders al Rei Joan Carles I (1976), i senador per designació reial en les Corts Constituents (1977–1979).

## Fons personal
El seu fons personal es troba dipositat a l'Arxiu Comarcal del Vallès Occidental. La documentació disponible és fragmentària i només reflecteix part de l'activitat del productor. El gruix del fons és la biblioteca que mostra la formació militar que rebé Ángel Salas a l'Acadèmia d'Artilleria de Segòvia i a l'Exèrcit de l'Aire, i algunes tasques d'informació efectuades com a agregat d'aviació a París, Berlín i Lisboa. El fons documental pròpiament dit està constituït en quatre grups, dels que en destaquem els informes de premsa relatius a les innovacions tecnològiques en matèria aeronàutica militar. Dits informes són resums i traduccions de fragments d'articles extrets de diverses publicacions periòdiques (Flight, The Aeroplane, Inter Avia...) enviades al productor quan aquest era comandant d'aviació entre 1939 i 1943. També cal destacar-ne l'estudi de l'organització del Secretariat d'Estat de l'Aire de França (1953) i la visita efectuada per l'Estat Major de l'Aire als Estats Units (1962) per conèixer el sistema de defensa aeri (N.O.R.A.D.).
Un altre grup és la documentació de docència que mostra al productor com a professor de l'Escola de Vol de l'Exèrcit una vegada acabada la Guerra Civil. De fet, es conserva un mecanoscrit relatiu a l'aviació amb caça, elaborat pel mateix Salas Larrazábal.
Per acabar destacar-ne la documentació diversa, de la qual hi ha dos indicis documentals de l'activitat del productor: correspondència relativa a la rescissió com a membre del consell de la companyia aèria Iberia; memòria de l'empresa "Construcciones Aeronáuticas S.A.", de la qual Ángel Salas n'era vocal.